# 폴룩스 b
폴룩스 b 또는 쌍둥이자리 베타 b, HD 62509 b 또는 테스티아스는 지구에서 쌍둥이자리 방향으로 약 34 광년 떨어진 폴룩스 주위를 돌고 있는 외계 행성이다. 2006년 발견되었으며 질량으로 미루어 보아 태양계의 목성형 행성과 비슷한 가스 행성일 것으로 추측된다. 대략 1.61년 주기로 어머니 항성을 공전하고 있으며 모항성으로부터의 거리는 약 1.64 천문단위로, 궤도는 거의 원에 가깝다. 1993년에 이 행성의 존재가 예측되었으나, 2006년 6월 16일이 되어서야 공식적으로 존재를 인정받았다.

## 같이 보기
- 알데바란 b

## 참고 문헌
- Hatzes;  외. (1993). “Long-period radial velocity variations in three K giants”. 《The Astrophysical Journal》 413: 339–348. doi:10.1086/173002.
- Hatzes;  외. (2006). “Confirmation of the planet hypothesis for the long-period radial velocity variations of β Geminorum”. 《Astronomy and Astrophysics》 457: 335–341. doi:10.1051/0004-6361:20065445.
- Reffert;  외. (2006). “Precise Radial Velocities of Giant Stars. II. Pollux and Its Planetary Companion”. 《The Astrophysical Journal》 652 (1): 661 – 665. doi:10.1086/507516.[깨진 링크(과거 내용 찾기)]